# Lasiochlamys pseudocoriacea
Espèce
Statut de conservation UICN

 VU D2 : Vulnérable
Lasiochlamys pseudocoriacea est une espèce de plantes à fleurs de la famille des Salicaceae et du genre Lasiochlamys, endémique de Nouvelle-Calédonie. L'espèce est vulnérable et est donc protégée.

## Taxonomie
L'espèce est décrite pour la première fois par Hermann Otto Sleumer en 1974, qui la classe dans le genre Lasiochlamys sous le nom correct Lasiochlamys pseudocoriacea,,.

## Description
C'est un arbuste de 3 m. Les rameaux sont noirâtres, couverts de lenticelles allongées. Les feuilles sont elliptiques, coriaces, rigides, largement en coin à la base, en pointe au sommet ; leur bord entier est un peu crénelé ; les nervures tertiaires denses sont bien visibles.
Les fleurs sont blanchâtres, sur des glomérules de 3–5 fleurs, sur la partie dénudée des rameaux. Les fruits sont inconnus. La floraison a lieu en décembre. Cette espèce n'est connue que d'une seule localité et doit encore faire l'objet d'observations approfondies.

## Habitat et répartition
L'espèce n'est connue que sur la Grande Terre (Nouvelle-Calédonie), uniquement sur le Mé Ori (dans la Haute Kouaoua). Elle a pour habitat les sous-bois de la forêt dense humide, sur sol plus ou moins profond, sur substrat ultramafique.

## Menaces et conservation
L'espèce est classée « espèce vulnérable » (VU) sur la Liste rouge de l'UICN. Elle est protégée en Province Nord (Nouvelle-Calédonie).

## Publication originale
- (en) H. Sleumer, « A concise revision of the Flacourtiaceae of New Caledonia anf the Loyalty Islands », Blumea: Biodiversity, Evolution and Biogeography of Plants, vol. 22, no 1,‎ 1er janvier 1974, p. 126 (ISSN 2212-1676, lire en ligne, consulté le 7 janvier 2021)